# TV Imperial
TV Imperial é uma emissora de televisão brasileira sediada em Boa Vista, capital do Estado de Roraima. Opera no canal 6 (34 UHF digital) e é afiliada à Record. Pertence ao Grupo Égia de Comunicação, que também inclui a Rádio 93 FM e o portal Roraima em Tempo, com ampla cobertura no estado. A emissora de TV possui equipamentos modernos e uma equipe qualificada para a produção de conteúdo local.

## História
Antes do final de 1991, a TV Imperial se instalou num prazo recorde, entre a concessão e o funcionamento foram precisos apenas 50 dias, até então os demais canais levavam em média 18 meses para entrar em operação experimental. Com sede e equipamentos próprios, a TV Imperial inicia entra no ar no sistema VHF como afiliada à Rede Record.
Na época, a TV Imperial foi a terceira afiliada da Record, perdendo apenas para a SIC TV (1991, Porto Velho) e a TV Guajará (1990, Belém). Atualmente, com a desfiliação da Guajará em 1995, a Imperial tornou-se a segunda a mais antiga afiliada da rede, perdendo apenas para a SIC TV, de Rondônia. Ambas parcerias das emissoras com a Record que já duram há mais de 20 anos.
Em 2010, a emissora conseguiu quatro novas concessões para ampliar e retransmitir sinal o para interior, nos meses de fevereiro, setembro, outubro e novembro, em pleno período eleitoral.
Em dezembro de 2012, a emissora realizou o projeto Imperial Solidário.
Em novembro de 2020, a TV Imperial passou a ser administrada pelo empresário André Felipe de Brito Pereira Costa, enteado de Romero Jucá.
Em 11 de julho de 2024, a família Jucá, representada pela empresária Rosilene Brito, esposa do ex-senador Romero Jucá, formou o Grupo Égia de Comunicação, integrando a TV Imperial, a Rádio 93 FM e o portal Roraima em Tempo. Rosilene Brito assumiu a posição de diretora-geral do grupo.

## Sinal digital
| Canal virtual | Canal digital | Proporção de tela | Programação                                   |
| ------------- | ------------- | ----------------- | --------------------------------------------- |
| 6.1           | 34 UHF        | 1080i             | Programação principal da TV Imperial / Record |

Transição para o sinal digital
Com base no decreto federal de transição das emissoras de TV brasileiras do sinal analógico para o digital, a TV Imperial, bem como as outras emissoras de Boa Vista, cessou suas transmissões pelo canal 06 VHF em 31 de outubro de 2018, seguindo o cronograma oficial da ANATEL.